# Boris Babotchkine
Boris Andreïevitch Babotchkine (en russe : Бори́с Андре́евич Ба́бочкин), né le 5 janvier 1904 à Saratov et mort le 17 juillet 1975 à Moscou, est un acteur soviétique. Il acquiert la célébrité nationale après avoir joué Vassili Tchapaïev dans le film des frères Vassiliev. Babotchkine est récipiendaire des deux Prix Staline (1941, 1951), Artiste du peuple de l'URSS en 1963,  et Héros du travail socialiste en 1974.

## Biographie
Babotchkine naît dans la famille d'un travailleur du chemin de fer à Saratov. Dans son enfance avec son frère aîné Vitali, il donne de petites représentations lors des fêtes à Saratov, dans la sloboda de Pokrovsk et à Krasny Kout.
A quinze ans, il devint membre du Komsomol. Pendant la Première Guerre mondiale, il travaille dans la section de la propagande (en russe : Политотдел) de la 4e armée du front de l'Est. En 1921, il suit une formation au studio d'art dramatique d'Illarion Pevtsov (ru) (1879—1934) et en été de la même année commence à se produire au théâtre d'Ivanovo. En 1927, il devient acteur du Théâtre académique de Léningrad.
Son parcours cinématographique commence en 1927. Bien qu'il ait incarné de nombreux personnages tout au long de sa carrière, dans l'inconscient collectif son nome est toujours associé au rôle de Tchapaïev qui lui avait apporté la reconnaissance nationale en 1934,. Le film a reçu la Médaille de bronze au Festival de Venise, en 1946.
À partir de 1935, Babotchkine est acteur et metteur en scène du Grand Théâtre dramatique académique léningradois Gorki, en 1938, il en devient le directeur artistique. En 1940-1947, il travaille au Théâtre Vakhtangov, en 1947-1949 au Théâtre national d'acteur de cinéma, en 1949-1951 et de nouveau à partir de 1955 au Théâtre Maly.
Il devient membre du Parti communiste en 1948.
À partir de 1944, Babotchkine enseigne à l'Institut national de la cinématographie, en 1966, il y occupe la chaire de professeur.
Dans son Journal, l'artiste avait confié vouloir mourir debout, en travaillant. Ce fut pratiquement le cas. Il meurt à Moscou le 17 juillet 1975, d'une crise cardiaque, dans sa voiture devant l'entrée du Théâtre Maly. Il venait de remettre un article sur le 4e Festival international du film de Moscou à la rédaction du journal Izvestia. Dans ses projets, il y avait l'adaptation de La Mouette d'Anton Tchekhov. Babotchkine est inhumé au cimetière de Novodevitchi

## Filmographie partielle

### Acteur
- 1932 : Le Retour de Nathan Becker (Возвращение Нейтана Беккера) de Rachel Milman-Crimer
- 1934 : Tchapaïev (Чапаев) des frères Vassiliev
- 1935 : Les Amies (Подруги) de Leo Arnchtam : Andreï
- 1942 : Les Invincibles (Непобедимые) de Sergueï Guerassimov
- 1942 : La Défense de Tsaritsyne (Оборона Царицына) des frères Vassiliev : Moldavski
- 1943 : L'Actrice (Актриса) de Leonid Trauberg
- 1948 : Histoire d'un homme véritable (Повесть о настоящем человеке) d'Alexandre Stolper : commandant
- 1959 : Annouchka (Аннушка) de Boris Barnet
- 1960 : Ivan Rybakov (Иван Рыбакоv) de Boris Ravenskikh
- 1975 : La Fuite de Monsieur McKinley (Бегство мистера Мак-Кинли) de Mikhaïl Schweitzer

### Réalisateur
- 1945 : Champs patriotiques (Родные поля)
- 1947 : Повесть о «Неистовом» qui pourrait se traduire par La Campagne du «Furieux»
- 1966 : Résidents d'été (en russe : Дачники)